# 杜克大学法学院
杜克大学法学院，位于美国北卡罗莱纳州德罕市。法学院成立于1930年。学校特色专业包括商务，比较法和国际法、环境法和知识产权。大约有640名学生攻读法学博士，75名学生攻读法学硕士和法学研究博士。申请杜克大学法学院很难，少于21%申请人被接受。2016年新生的法学院入学考试（LSAT）中位分为169分。平均而言，95%的学生在毕业后马上就业，中位年薪为16万美元。
杜克大学法学院还与杜克大学研究生院，神学院，商学院，医学院， 尼古拉斯环境与地球科学学院、 公共政策学院开设联合学位。大约25%的法学院学生攻读联合学位。

## 排名
2024年的《美国新闻与世界报道》的全美大学职业学院与研究生院排行中，杜克大学法学院排名并列第4位。

## 学术期刊
- 《杜克法律杂志》
- 《法律与当代问题》
- 《杜克环境法律与政策》
- 《杜克比较法和国际法》
- 《杜克性别法律与政策》
- 《杜克法律与技术评论》
- 《阿拉斯加法律评论》

## 知名校友

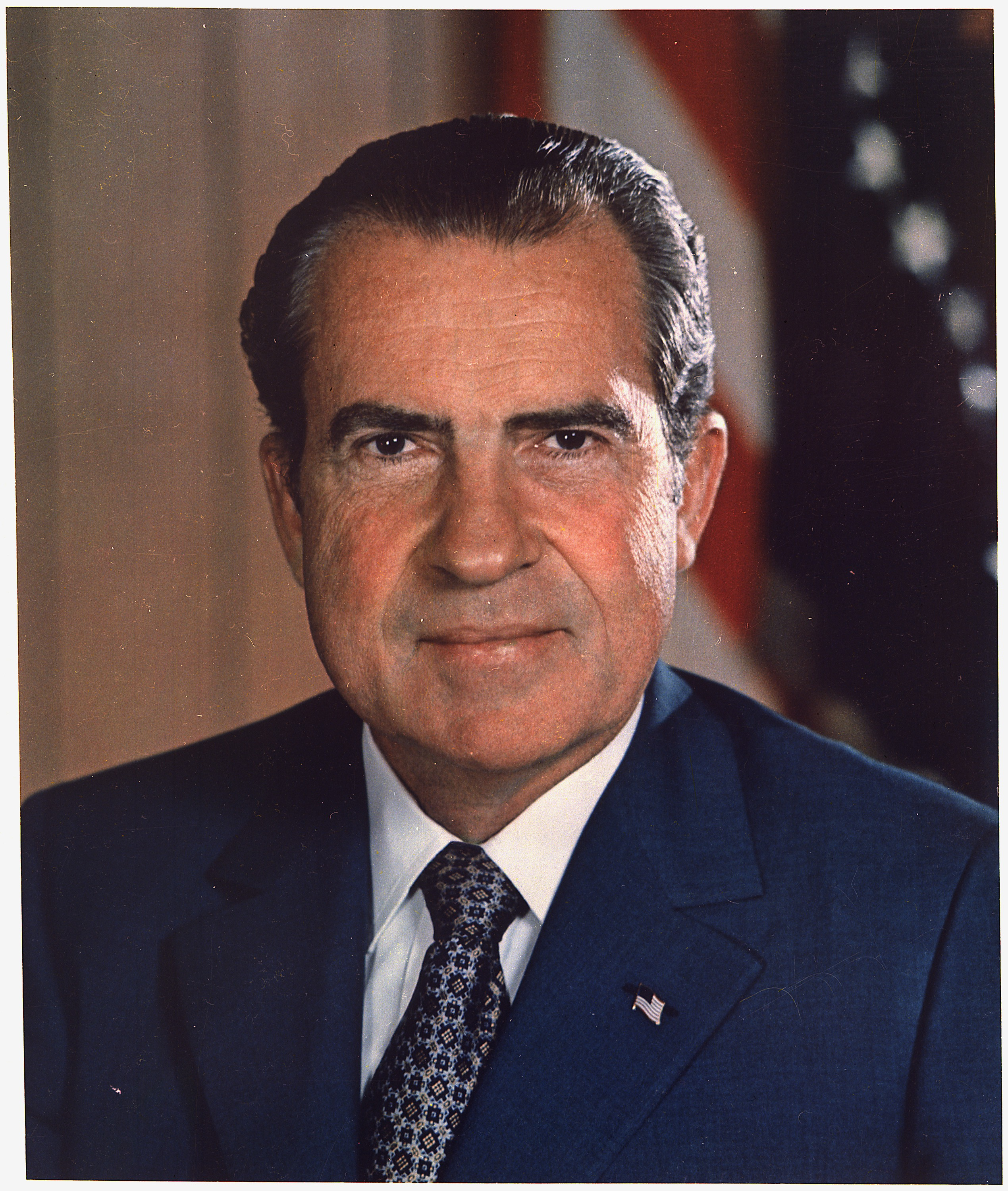
尼克松总统

- 理查德·尼克松，美国总统
- 高西庆，清华大学教授

## 参看
- 杜克大学